# Reyssouzet
Der Reyssouzet ist ein Fluss in Frankreich, der im Département Ain in der Region Auvergne-Rhône-Alpes verläuft. Er entspringt unter dem Namen Bief de l’Étang Machard am östlichen Ortsrand von Polliat, entwässert generell in nördlicher Richtung durch die Landschaft Bresse  und mündet nach rund 23 Kilometern im Gemeindegebiet von Saint-Julien-sur-Reyssouze als linker Nebenfluss in die Reyssouze. In seinem Oberlauf quert der Reyssouzet die Autobahn A40.

## Orte am Fluss
(Reihenfolge in Fließrichtung)
- Polliat
- Saint-Martin-le-Châtel
- Montrevel-en-Bresse
- Jayat
- Saint-Julien-sur-Reyssouze